# Gabriele Magni
Gabriele Magni (Pistoia, 1973. december 3. –) olimpiai és Európa-bajnoki bronzérmes olasz tőrvívó.